# Bắn súng tại Đại hội Thể thao Đông Nam Á 2019
Bắn súng tại Đại hội Thể thao Đông Nam Á năm 2019 diễn ra từ ngày 2 đến 10 tháng 12 tại Trung tâm Bắn súng Pradera Verde, tỉnh Pampanga, Philippines.
Môn bắn súng quy tụ các tay súng xuất sắc đến từ nhiều quốc gia trong khu vực, tranh tài ở những nội dung thuộc hệ thống thi đấu chuẩn Olympic như súng trường hơi 10m, súng ngắn hơi 10m, súng ngắn thể thao, bắn đĩa bay (trap và skeet), bên cạnh đó còn có các phân môn đặc thù như benchrest (súng hơi bắn xa) và metallic silhouette (bắn bia hình khối).
Đoàn thể thao Indonesia giành vị trí nhất toàn đoàn môn bắn súng với 7 huy chương vàng.

## Bảng huy chương
| Hạng               | Đoàn               | Vàng | Bạc | Đồng | Tổng số |
| ------------------ | ------------------ | ---- | --- | ---- | ------- |
| 1                  | Indonesia          | 7    | 6   | 2    | 15      |
| 2                  | Thái Lan           | 4    | 1   | 2    | 7       |
| 3                  | Philippines        | 3    | 3   | 1    | 7       |
| 4                  | Malaysia           | 0    | 2   | 4    | 6       |
| 5                  | Singapore          | 0    | 1   | 4    | 5       |
| 6                  | Việt Nam           | 0    | 1   | 1    | 2       |
| Tổng số (6 đơn vị) | Tổng số (6 đơn vị) | 14   | 14  | 14   | 42      |

## Tóm tắt kết quả

### Bắn súng chuẩn Olympic
| Nội dung                             | Vàng                                                  | Bạc                                                        | Đồng                                                                        |
| ------------------------------------ | ----------------------------------------------------- | ---------------------------------------------------------- | --------------------------------------------------------------------------- |
| Súng ngắn hơi 10m nam                | Pongpol Kulchairattana · Thái Lan                     | Hoàng Xuân Vinh · Việt Nam                                 | Trần Quốc Cường · Việt Nam                                                  |
| Súng ngắn hơi 10m nữ                 | Natsara Champalat · Thái Lan                          | Bibiana Ng · Malaysia                                      | Teo Shun Xie · Singapore                                                    |
| Súng trường hơi 10m nam              | Napis Tortungpanich · Thái Lan                        | Fathur Gustafian · Indonesia                               | Mohamad Irwan Abdul Rahman · Singapore                                      |
| Súng trường hơi 10m nữ               | Vidya Rafika Toyyiba · Indonesia                      | Ho Xiu Yi · Singapore                                      | Adele Tan · Singapore                                                       |
| Súng trường hơi 10m đồng đội hỗn hợp | Indonesia · Fathur Gustafian · Vidya Rafika Toyyiba   | Thái Lan · Napis Tortungpanich · Tararat Morakot           | Singapore · Emmanuel Chan · Adele Tan                                       |
| Trap nam                             | Savate Sresthaporn · Thái Lan                         | Carlos Carag · Philippines                                 | Ong Chee Kheng · Malaysia                                                   |
| Trap đồng đội nam                    | Philippines · Eric Ang · Carlos Carag · Hagen Topacio | Malaysia · Chen Seong Fook · Ong Chee Kheng · Bernard Yeoh | Thái Lan · Yodchai Phachonyut · Savate Sresthaporn · Kornthawat Tadthongkam |

### Súng ngắn bắn mục tiêu (bắn chính xác)
| Nội dung    | Vàng                                                                    | Bạc                                                               | Đồng                                                                 |
| ----------- | ----------------------------------------------------------------------- | ----------------------------------------------------------------- | -------------------------------------------------------------------- |
| Cá nhân nam | Rio Danu Utama Tjabu · Indonesia                                        | Safrin Sihombing · Indonesia                                      | Jantan Hintu · Malaysia                                              |
| Cá nhân nữ  | Marly Martir · Philippines                                              | Pratiwi Kartikasari · Indonesia                                   | Yusliana Mohd Yusof · Malaysia                                       |
| Đồng đội nữ | Philippines · Marly Martir · Franchette Shayne Quiroz · Elvie Baldivino | Indonesia · Pratiwi Kartikasari · Ayu Dini Fitriasih · Eva Triana | Malaysia · Yusliana Mohd Yusof · Azeera Abd Halim · Salzuriana Zubir |

### Bắn bia hình kim loại
| Nội dung        | Vàng                              | Bạc                            | Đồng                          |
| --------------- | --------------------------------- | ------------------------------ | ----------------------------- |
| Súng ngắn hơi   | Agus Domosarjito · Indonesia      | Totok Tri Martanto · Indonesia | Pisit Thapthinphat · Thái Lan |
| Súng trường hơi | Ahmad Rifqi Mukhlisin · Indonesia | Aubrey Rasendriya · Indonesia  | Diogenes Avila · Philippines  |

### Bắn súng siêu chính xác (Benchrest)
| Nội dung                        | Vàng                            | Bạc                                | Đồng                            |
| ------------------------------- | ------------------------------- | ---------------------------------- | ------------------------------- |
| Súng trường hơi (light varmint) | Tirano Baja · Indonesia         | Celedonio Tayao · Philippines      | Wahyu Aji Putra · Indonesia     |
| Súng trường hơi (heavy varmint) | Fafan Khoirul Anwar · Indonesia | Ditto Nestor Dinopol · Philippines | Anung Satrio Wibowo · Indonesia |